# Паркер, Бобби
Роберт Ли «Бобби» Паркер младший (англ. Robert Lee «Bobby» Parker Jr.); 31 августа 1937, Лафейетт, Луизиана, США — 31 октября 2013, Буи, Мэриленд, США) — американский блюзовый гитарист, вокалист и автор песен. Номинант Blues Music Awards в номинациях «Альбом соул-блюза» (1996), «Исполнитель соул-блюза» (1996).. Наиболее известен как автор и исполнитель песни «Watch Your Step», которая исполнялась и повлияла на творчество множества музыкантов, в том числе The Beatles.

## Биография
Бобби Паркер родился в Луизиане, но c шестилетнего возраста рос в Лос-Анджелесе, когда его семья перебралась туда. Его мать пела госпел, а отец был дистрибьютером пластинок. С ранних лет проявил интерес к шоу-бизнесу: в театре Million Dollar Theatre он видел большие сценические шоу Каунта Бeйси, Дюка Эллингтона, Билли Экстайна и Лайонела Хэмптона; после увлечения джазом его зацепил блюз: Ти-Боун Уокер, Лоуэлл Фулсон, Джонни Уотсон и Пи Ви Крейтон. С девяти лет начал осваивать гитару, в старшей школе организовал группу. Уже с начала 1950-х начал играть на электрогитаре в различных блюзовых и R&B-группах, получив некоторую известность с группой Otis Williams and the Charms, куда он попал по результатам конкурса талантов. Спустя несколько лет он уже играл на соло-гитаре в группе Бо Диддли, а также приглашался для гастролей такими музыкантами, как Сэм Кук, Дже́ки Уи́лсон, Лаверн Бейкер, Клайд Макфа́ттер и The Everly Brothers. Впервые записался с оркестром Пола Уильямса под псевдонимом Бобби Паркс в 1956 году.
Свой первый сольный сингл «Blues Get Off My Shoulder»/«You Got What It Takes» музыкант выпустил в 1958 году. Обе песни были написаны самим Паркером, но «You Got What It Takes», впоследствии выпущенная на Motown Records в исполнении Марва Джонсона и ставшая самым большим хитом компании, была приписана другим авторам, но у Паркера не было достаточно ресурсов чтобы затеять процесс против компании. В конце 1950-х гастролировал в составе коллективов Чака Берри, Бадди Холли и Литл Ричарда. В начале 1960-х, покинув оркестр Пола Уильямса (который был домашним оркестром театра «Аполло»), где был постоянным участником, переехал в районе Вашингтона.
Бобби Паркер записал свой сингл «Watch Your Step» в 1961 году, вдохновлённый композициями Диззи Гиллеспи «Manteca» и Рэя Чарльза «What’d I Say». Сингл достиг 51 позиции в Billboard Hot 100. Впоследствии кавер-версии этой песни выпустили Spencer Davis Group, Manfred Mann, Dr. Feelgood, Стив Марриотт, Карлос Сантана. The Beatles в 1961—1962 годах исполняли эту песню на концертах; вступление к песне «I Feel Fine» написано на основе гитарного риффа «Watch Your Step», этот же рифф является основой песни «Day Tripper». Относительно использования The Beatles этого риффа сам Паркер сказал: «Я был польщён, я думал, что это классная идея. Но у меня всё ещё было в глубине души, что я должен был получить немного больше признания за это». Led Zeppelin также использовали этот рифф в качестве основы для своего инструментала «Moby Dick».
На фоне успеха песни Бобби Паркер гастролировал в течение 1960-х в США, а в 1968 году в Великобритании и записал несколько синглов. В середине 1970-х Джимми Пейдж, будучи поклонником Роберта Паркера предложил ему записать демо для Swan Song Records, но демозапись осталась незавершённой. В 1970-е и 1980-е выступления Бобби Паркера ограничивались почти исключительно округом Колумбия. В 1990-е Бобби Паркер, при посредстве Карлоса Сантаны стал несколько более активно заниматься собственной карьерой и даже записал два полноценных LP, второй из которых Shine Me Up в 1996 году номинировался на звание лучшего соул-блюз альбома, а сам музыкант на звание лучшего соул-блюз исполнителя. В дальнейшем Бобби Паркер продолжал вести жизнь локального музыканта, выступая в частности на постоянной основе в Madam’s Organ Blues Bar в Вашингтоне с 1992 по 2013 год.
Бобби Паркера называли в числе своих главных музыкальных вдохновителей Спенсер Дэвис, Джон Мейолл, Робин Троуэр, Эрик Клэптон, Джимми Пейдж, барабанщик Мик Флитвуд, Джон Леннон и Карлос Сантана.
31 октября 2013 года Бобби Паркер умер от инфаркта миокарда. Последнее выступление музыканта состоялось 19 октября 2013 года и включало в себя три семидесятиминутных сета.
Стиль Паркера его ученик Бобби Рэдклифф описал как «смесь Гитар Слима и Джеймса Брауна»
«Он может всё: он пишет блестящие песни, он хорошо поёт и поддерживает все это мощной, пронзительной гитарой…В отличие от многих других блюзовых музыкантов, живые выступления Паркера почти полностью состоят из его собственных песен. Он делает очень мало каверов».
«Его тенор одновременно ласкал и кричал блюз на фоне его мощной, пронзительной — и иногда перегруженной — соло-гитары. И он любил ходить по бару или ходить сквозь толпу, играя на гитаре»
Его выступление в 1993 году описывалось как: «Паркер играл прекрасно оформленные блюзовые идеи, а затем вставлял бибоповые линии, достойные Джорджа Бенсона… Хотя его звуки слегка искажены, их жемчужные и жирные ноты подпрыгивают под собственные волнообразные ритмы. А его пение, высокий стон тенора, передает больше музыкальную авторитетность, чем эмоциональный вес»
Карлос Сантана сказал журналу Guitar Player в интервью 1996 года «Бобби Паркер — музыкант такого же калибра, как Альберт Кинг и Альберт Коллинз»

## Дискография

### Синглы
- «Suggie, Duggie, Boogie Baby» / «Once Upon A Time, Long Ago, Last Night» — (Josie, 1956) как Бобби Паркс
- «Blues Get Off My Shoulder» / «You Got What It Takes» — (Vee Jay Records, 1958)
- «Stop By My House» / «Foolish Love» — (Amanda, 1959)
- «Watch Your Step» / «Steal Your Heart Away» — (V-Tone, 1961)
- «It’s Too Late Darling» / «Get Right» — (Sabu, 1963)
- «Do The Monkey» / «Gimmie A Little Lovin'» — (Southern Sound, 1964)
- «Don’t Drive Me Away» / «Keep Away From My Heart» — (Frisky, 196?)
- «It’s Hard But It’s Fair» / «I Couldn’t Quit My Baby» — (Blue Horizon (UK), 1968)

### Альбомы
- Bent Out of Shape (Black Top Records, 1993)
- Shine Me Up (Black Top, 1995)
- Soul of the Blues (Rhythm and Blues Records (UK), 2020) 2-CD антология